# Mobile Information Device Profile
Mobile Information Device Profile (MIDP) je aplikační rozhraní J2ME, které definuje, jakým způsobem softwarové aplikace spolupracují s mobilními telefony a pagery. Umožňuje vytvářet aplikace pro mobilní telefony.
Aplikace, která je vytvořena podle tohoto standardu, se nazývá MIDlet.